# Тагиркент (Левашинский район)
Тагиркент (дарг. ТӀагьиркент) — село в Левашинском районе Дагестана. Входит в состав сельского поселения Сельсовет Эбдалаянский.

## География
Расположено в 8 км к юго-востоку от районного центра села Леваши, примыкает к восточной окраине села Сусакент.

## Население
| 1888 | 1895 | 1926 | 1939 | 1970 | 1989 | 2002 |
| ---- | ---- | ---- | ---- | ---- | ---- | ---- |
| 315  | ↘299 | ↘158 | ↗170 | ↘106 | ↗131 | ↗260 |
| 2010 | 2021 |      |      |      |      |      |
| ↗361 | ↘148 |      |      |      |      |      |

## Этимология
Окончание кент происходит из даргинского кунт — это элемент, придающий просто собирательный смысл — жители селения (Лаваша-кунт — жители села Леваши). Впоследствии даргинское кунт в официальных документах превратилось в тюркское кент («село») из-за тесных связей русских с кумыками, от которых они усваивали многие названия. Первая часть названия, вероятно, происходит от имени основателя села.